# Лудан Лілія Анатоліївна
Лі́лія Анато́ліївна Лу́дан (англ. Liliya Ludan; *2 червня 1969, м. Київ, УРСР) — українська саночниця, яка виступає в санному спорті з 1985 року. Брала участь в трьох зимових Олімпійських іграх, показавши свої найкращі результати в них — шості місця в одиночному розряді в 2002 і в 2006 роках. 
Учасниця Національної збірної України на Зимових Олімпійських іграх 2010 (м. Ванкувер, Канада). На урочистій Церемонії відкриття Ігор са́ме їй було довірено нести український державний прапор.

## Статистика
| Змагання/Рік                       | 1998 | 1999 | 2000 | 2001 | 2002 | 2003 | 2004 | 2005 | 2006 | 2007 | 2008 | 2009 |
| ---------------------------------- | ---- | ---- | ---- | ---- | ---- | ---- | ---- | ---- | ---- | ---- | ---- | ---- |
| Зимові Олімпійські ігри            | 16   | -    | -    | -    | 6    | -    | -    | -    | 6    | -    | -    | -    |
| Чемпіонати Європи з санного спорту | -    | -    | 9    | -    | 5    | -    | -    | -    | 10   | -    | 9    | -    |
| Чемпіонати світу з санного спорту  | -    | -    | 13   | 16   | -    | 7    | 18   | 5    | -    | 10   | 9    | 19   |
| Кубок світу з санного спорту       | -    | -    | 12   | 13   | -    | -    | 15   | 10   | 8    | 11   | 13   | 17   |
| Турніри: Challenge-Cup             | -    | -    | -    | -    | -    | -    | -    | 6    | 5    | 7    | 12   | 12   |

## Виноски
1. ↑  Фоменко Андрій Наші — всюди. Прапор України на церемонії відкриття Ігор нестиме санниця Лілія Лудан [Архівовано 5 березня 2016 у Wayback Machine.] // «Україна Молода» № 027 за 12 лютого 2010 року